# Tommaso Orsini (vescovo)
Tommaso Orsini (Foligno, 1511 – Foligno, 25 gennaio 1576) è stato un vescovo cattolico italiano.

## Biografia
Nacque a Foligno, sede vescovile, nel 1511, figlio di Pietro e discendente da un’importante famiglia cittadina.
Studiò diritto canonico e teologia, intraprendendo ben presto la carriera ecclesiastica: divenne canonico e, in seguito, priore della cattedrale di Foligno dal 1540 al 1566. Durante questo periodo, affiancò Isidoro Chiari nel governo della diocesi e, nel 1555, divenne vicario generale della stessa diocesi.
Nel 1566 divenne visitatore apostolico del Regno di Napoli, mentre il 15 agosto di quello stesso anno papa Pio V lo nominò vescovo di Strongoli. Ricevette la consacrazione episcopale nella basilica di San Pietro in Montorio a Roma il 28 agosto seguente dalle mani del cardinale Clemente d'Olera, vescovo di Foligno, co-consacranti il vescovo Antonmaria Salviati (poi cardinale), già vescovo di Saint-Papoul, e l'arcivescovo Giulio Antonio Santori, (poi cardinale), arcivescovo metropolita di Santa Severina. Il 12 settembre ottenne l'exequatur dal Consiglio collaterale.
Il 23 gennaio 1568 Pio V lo nominò vescovo di Foligno, chiamandolo a succedere al cardinale d'Olera. Durante il suo episcopato avviò l'attuazione dei decreti del Concilio di Trento.
Nel 1571 celebrò il sinodo diocesano, facendo in seguito pubblicare gli atti in lingua volgare.
A seguito di uno scontro con le autorità civili della città, nel 1573 il vescovo di Ascoli Piceno Pietro Camaiani fu incaricato come visitatore apostolico nella diocesi. 
Nel 1574 scrisse a Carlo Borromeo, conosciuto ancor prima di divenire vescovo, chiedendogli sostegno per la fondazione di un seminario a Foligno, progetto che non riuscì a realizzare durante il suo episcopato.
Morì nella città natale alla fine del gennaio 1576, venendo sepolto nella cattedrale folignate.

## Genealogia episcopale
La genealogia episcopale è:
- Cardinale Clemente d'Olera, O.F.M.Obs.
- Vescovo Tommaso Orsini